# Retrato de Margarita van Eyck
Retrato de Margarita van Eyck (la esposa del artista) es un óleo sobre tabla pintado por el maestro primitivo flamenco Jan van Eyck. Es una de sus últimas pinturas supervivientes, y una de las primeras obras de arte europeas en mostrar al cónyuge de un pintor. Completado cuando ella tenía casi 34 años, permaneció colgado hasta principios del siglo XVIII en la capilla del Gremio de pintores en Brujas. El trabajo fue concebido como tabla derecha de un díptico, encontrándose en el otro panel perdido un autorretrato del pintor mencionado en los registros hasta 1769, pudiendo ser según algunos especialistas el autorretrato que se exhibe en la Galería Nacional de Londres. 
La razón de su realización es desconocida; pero que fue creado para disfrute privado más que para el visionado público se deduce de su pequeño tamaño y la mirada directa hacia el espectador de la retratada, la cual crea una atmósfera íntima e informal. La pintura fue probablemente creada para marcar un evento; quizás para conmemorar el aniversario de su boda, o su cumpleaños, o como regalo personal para ella. 
Jan van Eyck murió dos años después de este trabajo. Escribió en los listones superior e inferior del marco en letras griegas: "Mi marido Johannes me completó en el año 1439 el 17 de junio, en la edad de 33. Como puedo." "Como puedo" (ALS ICH KAN) era una especie de lema o emblema personal de van Eyck, así como un juego de palabras con su apellido. Lo inscribió en muchas de sus pinturas religiosas, pero solo en dos retratos. 

## Descripción
Margarita aparece de tres cuartos, esto es que el cuerpo está casi de frente al espectador pero no del todo. Está sentada sobre un fondo negro, llevando un elegante vestido rojo de lana con forro de piel gris, probablemente de ardilla, en el cuello y puños. Su tocado con cuernos está cubierto con un paño bordado en su orilla con encaje fino. Su ojo izquierdo muestra estrabismo, una característica inusualmente evidente en muchos europeos del norte en la época. El pintor se ha tomado un cierto número de libertades para acentuar las características de su mujer. Su cabeza no es proporcionada al cuerpo, y su frente muy despejada, deja al artista concentrarse en las características faciales. Además, el patrón geométrico formado por el tocado, los brazos y la V de la línea del cuello le permite al rostro dominar la imagen. 
La pareja probablemente se casó alrededor de 1432-33, poco después del maestro mudarse a Brujas —pues ella no es mencionada antes y el primero de sus dos hijos nació en 1434. Se conoce muy poco de Margarita, incluso su apellido de soltera se ha perdido— los registros contemporáneos se refieren a ella principalmente como Damoiselle Marguierite. Se cree que era de nacimiento aristocrático, aunque de la baja nobleza, evidenciado por su ropa en este retrato que es a la moda pero no de la suntuosidad de la lucida por la novia en el retrato de van Eyck Retrato de Giovanni Arnolfini y su esposa. Las telas y colores llevados por las personas del siglo XV eran informalmente regulados por su posición social; por ejemplo el negro, un tinte caro, sólo podía ser llevado por los miembros superiores de la sociedad. Como viuda de un pintor renombrado, la ciudad de Brujas le proporcionó a Margarita una modesta pensión después de la muerte de Jan. Se registra que al menos algunos de estos ingresos fueron invertidos en lotería.

## Atribución
A pesar de que los pintores del primer arte flamenco son altamente considerados hoy, estaban casi olvidados a inicios de 1800. Este trabajo no fue redescubierto hasta que a finales del siglo XVIII fue encontrado a la venta en un mercado de pescado belga, aunque las cuentas difieren.  Como con la mayoría de obras redescubiertas de su época, experimentó gran número de atribuciones antes de que se formara amplio consenso sobre su origen. El retrato conserva su marco original y está en muy buena condición, con los colores y la pintura bien preservados.  Fue limpiado y restaurado por la Galería Nacional de Londres en 1998.
Muchos coleccionistas tempranos e historiadores del arte posteriores especularon que pudiera haber formado la mitad de un díptico. Fue emparejado por un tiempo con un autorretrato de van Eyck cuando ambos fueron adquiridos por la capilla del Gremio de San Lucas antes de 1769. Algunos críticos, que apoyan la teoría del díptico, mencionan un perdido retrato masculino similar a su Retrato de hombre con turbante en la Galería Nacional de Londres.  Una tercera pintura, se sospecha que muestra un retrato de Margarita: la tabla de 1436 Virgen de Lucca.  Aun así, el historiador del arte Max Friedländer advierte contra las suposiciones basadas en parecido facial, afirmando que los artistas de la época pueden haber proyectado más o menos inconscientemente semejanzas de las mujeres presentes en sus vidas en las figuras femeninas de sus obras religiosas.